# Oblężenie Barcelony (1705)

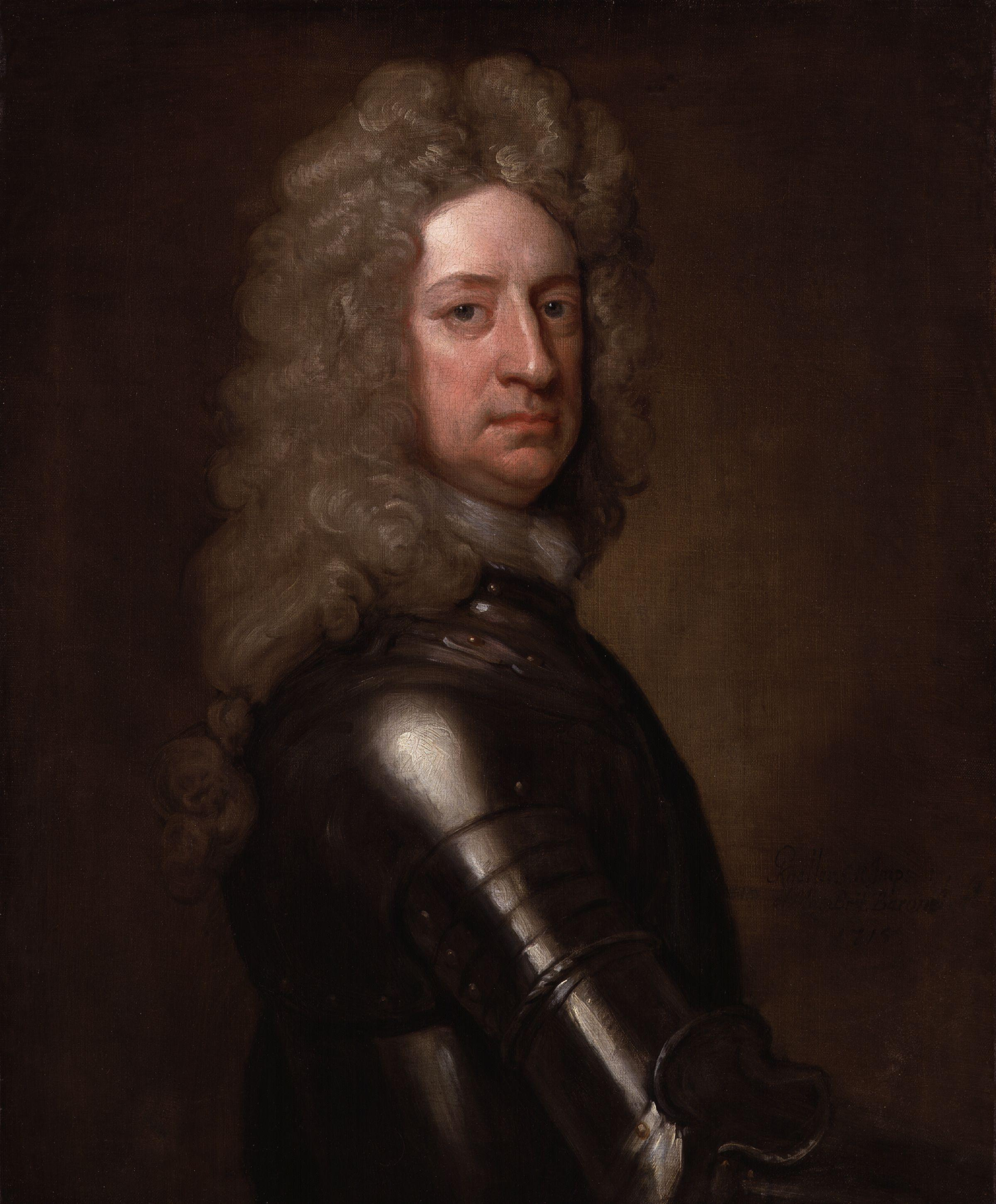
Hrabia Peterborough

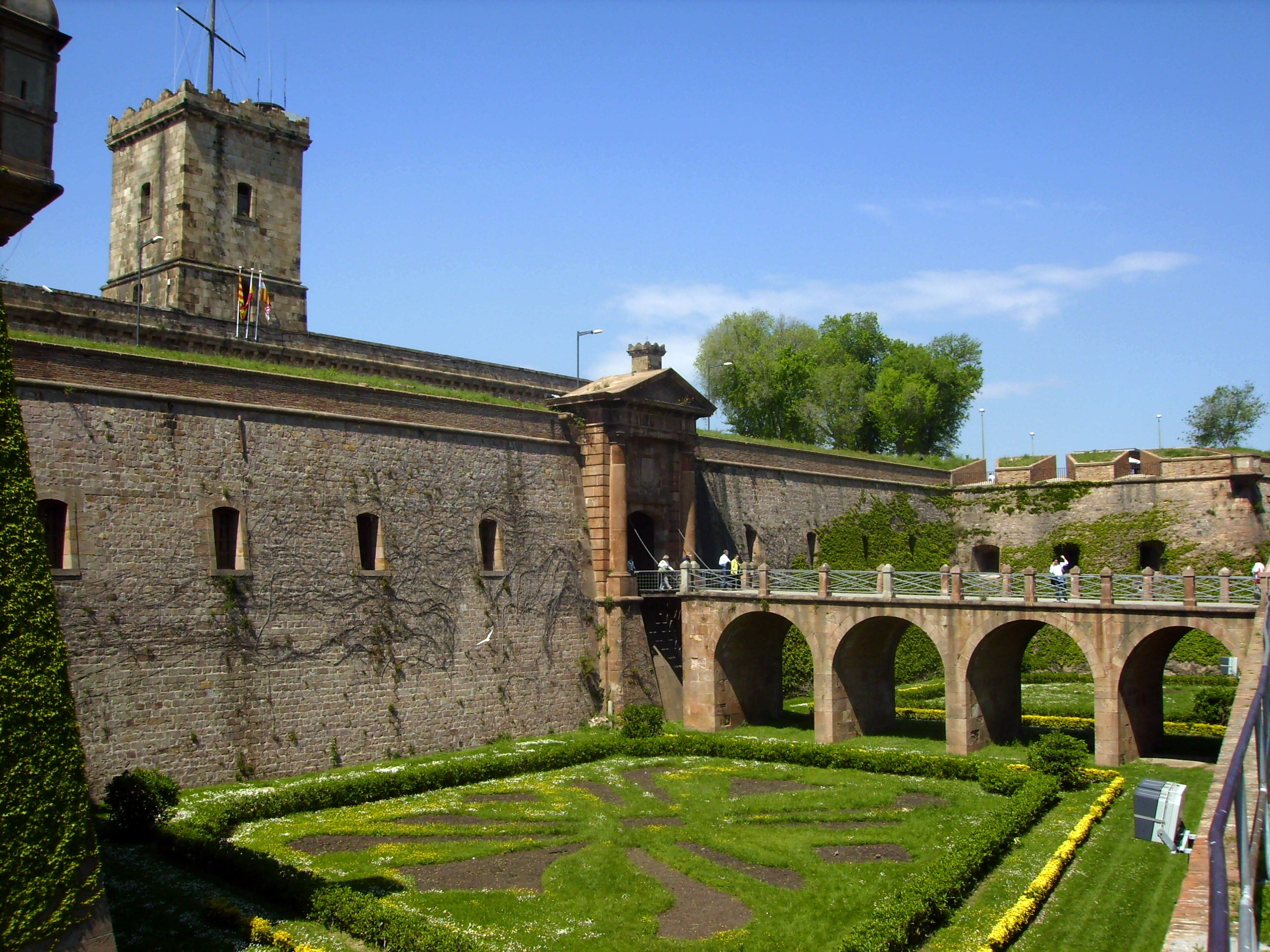
Twierdza Montjuïc

Oblężenie Barcelony – działania zbrojne trwające od 13 września do 4 października 1705 w trakcie hiszpańskiej wojny sukcesyjnej, zakończone zdobyciem miasta przez wojska arcyksięcia Karola VI Habsburga.
W 1704 roku siły alianckie dowodzone przez księcia Georga von Hessen-Darmstadt zdobyły Gibraltar, a następnie skierowały się ku wschodnim wybrzeżom Hiszpanii z zamiarem opanowania przyczółka umożliwiającego lądowy dostęp do Madrytu. Liczono przy tym na pomoc Katalończyków i ludności innych prowincji na wschodzie kraju.
5 sierpnia 1705 flota angielsko-holenderska z arcyksięciem Karolem oraz 48 liniowcami portugalskimi opuściła port gibraltarski, docierając 11 sierpnia do Altei. Alianccy dowódcy opowiedzieli się za podjęciem marszu na Madryt, Karol odrzucił jednak tę propozycję; oddziały ponownie zaokrętowano i flota obrała kurs na Barcelonę, w pobliżu której pojawiła się 16 sierpnia.
Barcelona posiadała umocnienia obronne, z których najsilniejszym była górująca nad miastem twierdza Montjuïc. Ponieważ port dostępny był tylko dla niewielkich jednostek, dlatego atak od strony morza skazany był na niepowodzenie. Obroną miasta dowodził Francisco Antonio Fernández de Velasco y Tovar, który dysponował pięcioma tysiącami żołnierzy. 
Na czele wojsk alianckich stanęli książę Hessen-Darmstadt oraz hrabia Peterborough. Dysponowali oni siłami składającymi się z 8 tysięcy żołnierzy piechoty i 200 dragonów, a także kilkuset marynarzy. Oddziały te wsparło kilka tysięcy partyzantów katalońskich (tzw. miquelet). Mimo początkowych sporów o sens oblegania Barcelony, 24 sierpnia ostatecznie porozumiano się w tej sprawie i po wyokrętowaniu wojsk alianci zajęli stanowiska wokół miasta. 
13 września ich siły przeprowadziły atak na twierdzę Montjuïc. W trakcie walk poniesiono znaczne straty (m.in. zginął ks. Hessen-Darmstadt), lecz 17 września obrońcy twierdzy poddali się, oddając tym samym w ręce aliantów silny punkt zaczepny, gdzie ulokowano 4 baterie artylerii. 27 września rozpoczęto ostrzał bastionu St. Antonius z 30 dział, które po kilku dniach dokonały poważnych wyłomów w murze. 
5 października załoga Barcelony zaproponowała kapitulację. Podczas kilkudniowych pertraktacji o jej warunkach, doszło do spontanicznego ataku nieregularnych katalońskich oddziałów i chłopów, którzy przez wyłomy wdarli się do miasta i zaatakowali żołnierzy francuskich. W tej sytuacji hr. Peterborough wysłał do miasta swoich żołnierzy w celu ochrony Francuzów i przywrócenia porządku. 
Ostatecznie 15 października arcyksiążę Karol wkroczył do opuszczonej przez siły Burbonów Barcelony. Mając już w trakcie oblężenia poparcie Katalończyków, wybrał Barcelonę na swoją stolicę, podczas gdy pretendent Burbonów Filip V rezydował w Madrycie. Zdobycie miasta nie stwarzało dla jego rządów dostatecznej pewności, tym bardziej, że wiosną 1706 roku doszło do oblężenia miasta przez wojska Burbonów. 